# カステルヌオーヴォ・ディ・ファルファ
カステルヌオーヴォ・ディ・ファルファ（伊: Castelnuovo di Farfa）は、イタリア共和国ラツィオ州リエーティ県にある、人口約1,000人の基礎自治体（コムーネ）。

## 地理

### 位置・広がり
リエーティ県のコムーネ。県都リエーティから南南西へ21kmの距離にある。

#### 隣接コムーネ
隣接するコムーネは以下の通り。
- ファーラ・イン・サビーナ
- モンペーオ
- モントーポリ・ディ・サビーナ
- ポッジョ・ナティーヴォ
- サリザーノ
- トッフィア

### 気候分類・地震分類
カステルヌオーヴォ・ディ・ファルファにおけるイタリアの気候分類 (it) および度日は、zona D, 2016 GGである。
また、イタリアの地震リスク階級 (it) では、zona 2B (sismicità media) に分類される。